# Convocazioni per il campionato mondiale di calcio 2006
Elenco dei giocatori convocati da ciascuna Nazionale partecipante ai Mondiali di calcio 2006.

## Gruppo A

### Costa Rica[1]
Allenatore: Alexandre Guimarães
| N. | Pos. | Giocatore             | Data nascita (età)         | Pres. | Squadra        |
| -- | ---- | --------------------- | -------------------------- | ----- | -------------- |
| 1  | P    | Álvaro Mesén          | 24 dicembre 1972 (33 anni) | 38    | Herediano      |
| 2  | D    | Jervis Drummond       | 8 settembre 1976 (29 anni) | 56    | Saprissa       |
| 3  | D    | Luis Marín            | 10 agosto 1974 (31 anni)   | 120   | Alajuelense    |
| 4  | D    | Michael Umaña         | 16 luglio 1982 (23 anni)   | 18    | Herediano      |
| 5  | D    | Gilberto Martínez     | 1º ottobre 1979 (26 anni)  | 57    | Brescia        |
| 6  | C    | Danny Fonseca         | 7 novembre 1979 (26 anni)  | 22    | Brujas         |
| 7  | C    | Cristian Bolaños      | 17 maggio 1984 (22 anni)   | 16    | Saprissa       |
| 8  | C    | Mauricio Solís        | 13 dicembre 1972 (33 anni) | 107   | Comunicaciones |
| 9  | A    | Paulo Wanchope        | 31 luglio 1976 (29 anni)   | 69    | Herediano      |
| 10 | C    | Wálter Centeno        | 6 ottobre 1974 (31 anni)   | 93    | Saprissa       |
| 11 | A    | Rónald Gómez          | 21 gennaio 1975 (31 anni)  | 80    | Saprissa       |
| 12 | D    | Leonardo González     | 21 novembre 1980 (25 anni) | 36    | Herediano      |
| 13 | A    | Kurt Bernard          | 8 agosto 1977 (28 anni)    | 3     | Puntarenas     |
| 14 | C    | Rándall Azofeifa      | 30 dicembre 1984 (21 anni) | 5     | Saprissa       |
| 15 | D    | Harold Wallace        | 7 settembre 1975 (30 anni) | 78    | Alajuelense    |
| 16 | C    | Carlos Hernández      | 9 aprile 1982 (24 anni)    | 17    | Alajuelense    |
| 17 | D    | Gabriel Badilla       | 30 giugno 1984 (21 anni)   | 7     | Saprissa       |
| 18 | P    | José Francisco Porras | 8 novembre 1970 (35 anni)  | 16    | Saprissa       |
| 19 | A    | Álvaro Saborío        | 25 marzo 1982 (24 anni)    | 23    | Saprissa       |
| 20 | C    | Douglas Sequeira      | 23 agosto 1977 (28 anni)   | 29    | Real Salt Lake |
| 21 | A    | Víctor Núñez          | 15 aprile 1980 (26 anni)   | 3     | Cartaginés     |
| 22 | D    | Michael Rodríguez     | 30 dicembre 1981 (24 anni) | 3     | Alajuelense    |
| 23 | P    | Wardy Alfaro          | 31 dicembre 1977 (28 anni) | 2     | Alajuelense    |

### Ecuador[2]
Allenatore:  Luis Fernando Suárez
| N. | Pos. | Giocatore             | Data nascita (età) | Pres. | Squadra                |
| -- | ---- | --------------------- | ------------------ | ----- | ---------------------- |
| 1  | P    | Edwin Villafuerte     | 12 marzo 1979      | 15    | Deportivo Quito        |
| 2  | D    | Jorge Guagua          | 28 settembre 1981  | 18    | El Nacional            |
| 3  | D    | Iván Hurtado          | 16 agosto 1974     | 130   | Al-Arabi               |
| 4  | D    | Ulises de la Cruz     | 8 febbraio 1974    | 84    | Aston Villa            |
| 5  | D    | José Luis Perlaza     | 6 ottobre 1981     | 3     | Olmedo                 |
| 6  | C    | Patricio Urrutia      | 15 ottobre 1977    | 6     | LDU Quito              |
| 7  | C    | Christian Lara        | 27 aprile 1980     | 19    | El Nacional            |
| 8  | C    | Édison Méndez         | 16 marzo 1979      | 64    | LDU Quito              |
| 9  | A    | Félix Borja           | 2 aprile 1983      | 6     | El Nacional            |
| 10 | A    | Iván Kaviedes         | 24 ottobre 1977    | 44    | Argentinos Juniors     |
| 11 | A    | Agustín Delgado       | 23 dicembre 1974   | 68    | LDU Quito              |
| 12 | P    | Cristian Mora         | 26 agosto 1979     | 8     | LDU Quito              |
| 13 | D    | Paúl Ambrosi          | 14 ottobre 1980    | 24    | LDU Quito              |
| 14 | C    | Segundo Castillo      | 15 maggio 1982     | 11    | El Nacional            |
| 15 | C    | Marlon Ayoví          | 27 agosto 1971     | 74    | Deportivo Quito        |
| 16 | C    | Luis Antonio Valencia | 4 agosto 1985      | 17    | Recreativo Huelva      |
| 17 | D    | Giovanny Espinoza     | 12 aprile 1977     | 56    | LDU Quito              |
| 18 | D    | Neicer Reasco         | 23 luglio 1977     | 31    | LDU Quito              |
| 19 | C    | Luis Saritama         | 20 ottobre 1983    | 15    | Deportivo Quito        |
| 20 | C    | Edwin Tenorio         | 16 giugno 1976     | 68    | Barcelona de Guayaquil |
| 21 | A    | Carlos Tenorio        | 14 maggio 1979     | 29    | Al Sadd                |
| 22 | P    | Damián Lanza          | 10 aprile 1982     | 5     | Aucas                  |
| 23 | A    | Cristian Benítez      | 1º maggio 1986     | 5     | El Nacional            |

### Germania[9]
Allenatore: Jürgen Klinsmann
| N. | Pos. | Giocatore              | Data nascita (età) | Pres. | Squadra                  |
| -- | ---- | ---------------------- | ------------------ | ----- | ------------------------ |
| 1  | P    | Jens Lehmann           | 10 novembre 1969   | 32    | Arsenal                  |
| 2  | D    | Marcell Jansen         | 4 novembre 1985    | 7     | Borussia Mönchengladbach |
| 3  | D    | Arne Friedrich         | 29 maggio 1979     | 36    | Hertha Berlino           |
| 4  | D    | Robert Huth            | 18 agosto 1984     | 16    | Chelsea                  |
| 5  | C    | Sebastian Kehl         | 13 febbraio 1980   | 27    | Borussia Dortmund        |
| 6  | D    | Jens Nowotny           | 11 gennaio 1974    | 46    | Bayer Leverkusen         |
| 7  | C    | Bastian Schweinsteiger | 1º agosto 1984     | 28    | Bayern Monaco            |
| 8  | C    | Torsten Frings         | 22 novembre 1976   | 52    | Werder Brema             |
| 9  | A    | Mike Hanke             | 5 novembre 1983    | 6     | Wolfsburg                |
| 10 | A    | Oliver Neuville        | 1º maggio 1973     | 55    | Borussia Mönchengladbach |
| 11 | A    | Miroslav Klose         | 9 giugno 1978      | 55    | Werder Brema             |
| 12 | P    | Oliver Kahn            | 15 giugno 1969     | 85    | Bayern Monaco            |
| 13 | C    | Michael Ballack        | 26 settembre 1976  | 65    | Bayern Monaco            |
| 14 | A    | Gerald Asamoah         | 3 ottobre 1978     | 40    | Schalke 04               |
| 15 | C    | Thomas Hitzlsperger    | 5 aprile 1982      | 15    | Stoccarda                |
| 16 | D    | Philipp Lahm           | 11 novembre 1983   | 18    | Bayern Monaco            |
| 17 | D    | Per Mertesacker        | 29 settembre 1984  | 23    | Hannover 96              |
| 18 | C    | Tim Borowski           | 2 maggio 1980      | 20    | Werder Brema             |
| 19 | C    | Bernd Schneider        | 17 novembre 1973   | 64    | Bayer Leverkusen         |
| 20 | A    | Lukas Podolski         | 4 giugno 1985      | 25    | Colonia                  |
| 21 | D    | Christoph Metzelder    | 5 novembre 1980    | 22    | Borussia Dortmund        |
| 22 | C    | David Odonkor          | 21 febbraio 1984   | 1     | Borussia Dortmund        |
| 23 | P    | Timo Hildebrand        | 5 aprile 1979      | 3     | Stoccarda                |

### Polonia[14]
Allenatore: Paweł Janas
| N. | Pos. | Giocatore           | Data nascita (età) | Pres. | Squadra              |
| -- | ---- | ------------------- | ------------------ | ----- | -------------------- |
| 1  | P    | Artur Boruc         | 20 febbraio 1980   | 17    | Celtic               |
| 2  | D    | Mariusz Jop         | 3 agosto 1978      | 12    | FK Mosca             |
| 3  | D    | Seweryn Gancarczyk  | 22 novembre 1981   | 2     | Metalist Kharkiv     |
| 4  | D    | Marcin Baszczyński  | 7 giugno 1977      | 32    | Wisła Cracovia       |
| 5  | C    | Kamil Kosowski      | 30 agosto 1977     | 45    | Southampton          |
| 6  | D    | Jacek Bąk           | 24 marzo 1973      | 72    | Al Rayyan            |
| 7  | C    | Radosław Sobolewski | 13 dicembre 1976   | 19    | Wisła Cracovia       |
| 8  | C    | Jacek Krzynówek     | 15 maggio 1976     | 58    | Bayer Leverkusen     |
| 9  | A    | Maciej Żurawski     | 12 settembre 1976  | 50    | Celtic               |
| 10 | C    | Mirosław Szymkowiak | 12 novembre 1976   | 29    | Trabzonspor          |
| 11 | A    | Grzegorz Rasiak     | 12 gennaio 1979    | 30    | Southampton          |
| 12 | P    | Tomasz Kuszczak     | 23 marzo 1982      | 4     | West Bromwich Albion |
| 13 | C    | Sebastian Mila      | 10 luglio 1982     | 27    | Austria Vienna       |
| 14 | D    | Michał Żewłakow     | 22 aprile 1976     | 56    | Anderlecht           |
| 15 | C    | Euzebiusz Smolarek  | 9 gennaio 1981     | 13    | Borussia Dortmund    |
| 16 | C    | Arkadiusz Radomski  | 27 giugno 1977     | 20    | Austria Vienna       |
| 17 | D    | Dariusz Dudka       | 9 dicembre 1983    | 7     | Wisła Cracovia       |
| 18 | D    | Mariusz Lewandowski | 18 maggio 1979     | 25    | Šakhtar Doneck       |
| 19 | D    | Bartosz Bosacki     | 20 dicembre 1975   | 11    | Lech Poznań          |
| 20 | C    | Piotr Giza          | 28 febbraio 1980   | 4     | Cracovia Kraków      |
| 21 | A    | Ireneusz Jeleń      | 9 aprile 1981      | 9     | Wisła Płock          |
| 22 | P    | Łukasz Fabiański    | 18 aprile 1985     | 2     | Legia Varsavia       |
| 23 | A    | Paweł Brożek        | 21 aprile 1983     | 4     | Wisła Cracovia       |

## Gruppo B

### Inghilterra[25]
Allenatore:  Sven-Göran Eriksson
| N. | Pos. | Giocatore       | Data nascita (età) | Pres. | Squadra             |
| -- | ---- | --------------- | ------------------ | ----- | ------------------- |
| 1  | P    | Paul Robinson   | 15 ottobre 1979    | 21    | Tottenham Hotspur   |
| 2  | D    | Gary Neville    | 18 febbraio 1975   | 79    | Manchester United   |
| 3  | D    | Ashley Cole     | 20 dicembre 1980   | 46    | Arsenal             |
| 4  | C    | Steven Gerrard  | 30 maggio 1980     | 42    | Liverpool           |
| 5  | D    | Rio Ferdinand   | 7 novembre 1978    | 47    | Manchester United   |
| 6  | D    | John Terry      | 7 dicembre 1980    | 24    | Chelsea             |
| 7  | C    | David Beckham   | 2 maggio 1975      | 89    | Real Madrid         |
| 8  | C    | Frank Lampard   | 20 giugno 1978     | 40    | Chelsea             |
| 9  | A    | Wayne Rooney    | 24 ottobre 1985    | 29    | Manchester United   |
| 10 | A    | Michael Owen    | 14 dicembre 1979   | 77    | Newcastle United    |
| 11 | C    | Joe Cole        | 8 novembre 1981    | 32    | Chelsea             |
| 12 | D    | Sol Campbell    | 18 settembre 1974  | 68    | Arsenal             |
| 13 | P    | David James     | 1º agosto 1970     | 34    | Manchester City     |
| 14 | D    | Wayne Bridge    | 5 agosto 1980      | 23    | Fulham              |
| 15 | D    | Jamie Carragher | 28 gennaio 1978    | 25    | Liverpool           |
| 16 | C    | Owen Hargreaves | 20 gennaio 1981    | 30    | Bayern Monaco       |
| 17 | C    | Jermaine Jenas  | 18 febbraio 1983   | 15    | Tottenham Hotspur   |
| 18 | C    | Michael Carrick | 28 luglio 1981     | 6     | Tottenham Hotspur   |
| 19 | C    | Aaron Lennon    | 16 aprile 1987     | 1     | Tottenham Hotspur   |
| 20 | C    | Stewart Downing | 22 luglio 1984     | 2     | Middlesbrough       |
| 21 | A    | Peter Crouch    | 30 gennaio 1981    | 7     | Liverpool           |
| 22 | P    | Scott Carson    | 3 settembre 1985   | 0     | Sheffield Wednesday |
| 23 | A    | Theo Walcott    | 16 marzo 1989      | 1     | Arsenal             |

### Paraguay[29]
Allenatore:  Aníbal Ruiz
| N. | Pos. | Giocatore           | Data nascita (età) | Pres. | Squadra                 |
| -- | ---- | ------------------- | ------------------ | ----- | ----------------------- |
| 1  | P    | Justo Villar        | 30 giugno 1977     | 39    | Newell's Old Boys       |
| 2  | D    | Jorge Núñez         | 22 gennaio 1978    | 15    | Estudiantes de La Plata |
| 3  | D    | Delio Toledo        | 10 febbraio 1974   | 30    | Real Saragozza          |
| 4  | D    | Carlos Gamarra      | 17 febbraio 1971   | 106   | Palmeiras               |
| 5  | D    | Julio César Cáceres | 5 ottobre 1979     | 32    | River Plate             |
| 6  | C    | Carlos Bonet        | 2 ottobre 1977     | 29    | Libertad                |
| 7  | A    | Salvador Cabañas    | 5 agosto 1980      | 15    | Jaguares                |
| 8  | C    | Édgar Barreto       | 15 luglio 1984     | 15    | NEC Nijmegen            |
| 9  | A    | Roque Santa Cruz    | 16 agosto 1981     | 42    | Bayern Monaco           |
| 10 | C    | Roberto Acuña       | 25 marzo 1972      | 93    | Deportivo La Coruña     |
| 11 | C    | Diego Gavilán       | 1º marzo 1980      | 39    | Newell's Old Boys       |
| 12 | P    | Derlis Gómez        | 12 novembre 1972   | 5     | Sportivo Luqueño        |
| 13 | C    | Carlos Paredes      | 16 luglio 1976     | 68    | Reggina                 |
| 14 | D    | Paulo da Silva      | 1º febbraio 1980   | 33    | Toluca                  |
| 15 | D    | Julio Manzur        | 22 giugno 1981     | 13    | Santos                  |
| 16 | C    | Cristian Riveros    | 16 ottobre 1982    | 9     | Libertad                |
| 17 | C    | José Montiel        | 19 marzo 1988      | 6     | Olimpia Asunción        |
| 18 | A    | Nelson Valdez       | 28 novembre 1983   | 11    | Werder Brema            |
| 19 | C    | Julio dos Santos    | 5 maggio 1983      | 17    | Bayern Monaco           |
| 20 | A    | Dante López         | 16 agosto 1983     | 7     | Genoa                   |
| 21 | D    | Denis Caniza        | 29 agosto 1974     | 74    | Cruz Azul               |
| 22 | P    | Aldo Bobadilla      | 20 aprile 1976     | 5     | Libertad                |
| 23 | A    | Nelson Cuevas       | 10 gennaio 1980    | 35    | Pachuca                 |

### Svezia[38]
Allenatore: Lars Lagerbäck
| N. | Pos. | Giocatore             | Data nascita (età)     | Pres. | Squadra          |
| -- | ---- | --------------------- | ---------------------- | ----- | ---------------- |
| 1  | P    | Andreas Isaksson      | 3 ottobre 1981 (24)    | 39    | Rennes           |
| 2  | D    | Mikael Nilsson        | 24 giugno 1978 (27)    | 27    | Panathīnaïkos    |
| 3  | D    | Olof Mellberg         | 3 settembre 1977 (28)  | 64    | Aston Villa      |
| 4  | D    | Teddy Lučić           | 15 aprile 1973 (33)    | 81    | Häcken           |
| 5  | D    | Erik Edman            | 11 novembre 1978 (27)  | 37    | Rennes           |
| 6  | C    | Tobias Linderoth      | 21 aprile 1979 (27)    | 58    | Copenaghen       |
| 7  | C    | Niclas Alexandersson  | 29 dicembre 1971 (35)  | 87    | IFK Göteborg     |
| 8  | C    | Anders Svensson       | 17 luglio 1976 (29)    | 66    | Elfsborg         |
| 9  | C    | Fredrik Ljungberg     | 16 aprile 1977 (29)    | 57    | Arsenal          |
| 10 | A    | Zlatan Ibrahimović    | 3 ottobre 1981 (24)    | 38    | Juventus         |
| 11 | A    | Henrik Larsson        | 20 settembre 1971 (34) | 89    | Barcellona       |
| 12 | P    | John Alvbåge          | 10 agosto 1982 (23)    | 2     | Viborg           |
| 13 | D    | Petter Hansson        | 14 dicembre 1976 (29)  | 13    | Heerenveen       |
| 14 | D    | Fredrik Stenman       | 2 giugno 1983 (23)     | 1     | Bayer Leverkusen |
| 15 | D    | Karl Svensson         | 21 marzo 1984 (22)     | 1     | IFK Göteborg     |
| 16 | C    | Kim Källström         | 24 agosto 1982 (23)    | 34    | Rennes           |
| 17 | A    | Johan Elmander        | 27 maggio 1981 (25)    | 18    | Brøndby          |
| 18 | C    | Mattias Jonson        | 16 gennaio 1974 (32)   | 53    | Djurgården       |
| 19 | C    | Daniel Andersson      | 28 agosto 1977 (28)    | 47    | Malmö FF         |
| 20 | A    | Marcus Allbäck        | 5 luglio 1973 (32)     | 56    | Copenaghen       |
| 21 | C    | Christian Wilhelmsson | 8 dicembre 1979 (26)   | 29    | Anderlecht       |
| 22 | A    | Markus Rosenberg      | 27 settembre 1982 (23) | 8     | Ajax             |
| 23 | P    | Rami Shaaban          | 30 giugno 1975 (30)    | 1     | Fredrikstad      |

### Trinidad e Tobago[46]
Allenatore:  Leo Beenhakker
| N. | Pos. | Giocatore            | Data nascita (età)    | Pres. | Squadra                |
| -- | ---- | -------------------- | --------------------- | ----- | ---------------------- |
| 1  | P    | Shaka Hislop         | 22 febbraio 1969 (37) | 24    | West Ham United        |
| 2  | D    | Ian Cox              | 25 marzo 1971 (35)    | 16    | Gillingham             |
| 3  | D    | Avery John           | 18 giugno 1975 (30)   | 57    | New England Revolution |
| 4  | D    | Marvin Andrews       | 22 dicembre 1975 (30) | 98    | Rangers                |
| 5  | D    | Brent Sancho         | 13 marzo 1977 (29)    | 40    | Gillingham             |
| 6  | D    | Dennis Lawrence      | 1º agosto 1974 (31)   | 63    | Wrexham                |
| 7  | C    | Christopher Birchall | 5 maggio 1984 (22)    | 19    | Port Vale              |
| 8  | D    | Cyd Gray             | 21 novembre 1973 (32) | 39    | San Juan Jabloteh      |
| 9  | C    | Aurtis Whitley       | 1º maggio 1977 (29)   | 24    | San Juan Jabloteh      |
| 10 | C    | Russell Latapy       | 8 agosto 1968 (37)    | 66    | Falkirk                |
| 11 | C    | Carlos Edwards       | 24 ottobre 1978 (27)  | 51    | Luton Town             |
| 12 | A    | Collin Samuel        | 27 agosto 1981 (24)   | 18    | Dundee United          |
| 13 | A    | Cornell Glen         | 21 ottobre 1980 (25)  | 35    | Los Angeles Galaxy     |
| 14 | A    | Stern John           | 30 ottobre 1976 (29)  | 95    | Coventry City          |
| 15 | A    | Kenwyne Jones        | 5 ottobre 1984 (21)   | 29    | Southampton            |
| 16 | C    | Evans Wise           | 23 novembre 1973 (32) | 16    | Waldhof Mannheim       |
| 17 | D    | David Atiba Charles  | 29 agosto 1977 (28)   | 19    | W Connection           |
| 18 | C    | Densill Theobald     | 27 giugno 1982 (23)   | 38    | Falkirk                |
| 19 | A    | Dwight Yorke         | 3 novembre 1971 (34)  | 54    | Sydney FC              |
| 20 | A    | Jason Scotland       | 18 febbraio 1979 (27) | 25    | St. Johnstone          |
| 21 | P    | Kelvin Jack          | 29 aprile 1976 (30)   | 32    | Dundee                 |
| 22 | P    | Clayton Ince         | 12 luglio 1972 (33)   | 63    | Coventry City          |
| 23 | C    | Anthony Wolfe        | 23 dicembre 1983 (22) | 4     | San Juan Jabloteh      |

## Gruppo C

### Argentina[49]
Allenatore: José Pekerman
| N. | Pos. | Giocatore             | Data nascita (età)    | Pres. | Squadra             |
| -- | ---- | --------------------- | --------------------- | ----- | ------------------- |
| 1  | P    | Roberto Abbondanzieri | 19 agosto 1972 (33)   | 22    | Boca Juniors        |
| 2  | D    | Roberto Ayala         | 14 aprile 1973 (33)   | 100   | Valencia            |
| 3  | D    | Juan Pablo Sorín      | 5 maggio 1976 (30)    | 71    | Villarreal          |
| 4  | D    | Fabricio Coloccini    | 22 gennaio 1982 (24)  | 23    | Deportivo La Coruña |
| 5  | C    | Esteban Cambiasso     | 18 agosto 1980 (25)   | 22    | Internazionale      |
| 6  | D    | Gabriel Heinze        | 19 aprile 1978 (28)   | 29    | Manchester United   |
| 7  | A    | Javier Saviola        | 11 dicembre 1981 (24) | 31    | Siviglia            |
| 8  | C    | Javier Mascherano     | 8 giugno 1984 (22)    | 15    | Corinthians         |
| 9  | A    | Hernán Crespo         | 5 luglio 1975 (30)    | 55    | Chelsea             |
| 10 | C    | Juan Román Riquelme   | 24 giugno 1978 (28)   | 31    | Villarreal          |
| 11 | A    | Carlos Tévez          | 5 febbraio 1984 (22)  | 21    | Corinthians         |
| 12 | P    | Leo Franco            | 29 maggio 1977 (29)   | 3     | Atlético Madrid     |
| 13 | C    | Lionel Scaloni        | 16 maggio 1978 (28)   | 6     | West Ham United     |
| 14 | A    | Rodrigo Palacio       | 5 febbraio 1982 (24)  | 2     | Boca Juniors        |
| 15 | D    | Gabriel Milito        | 7 settembre 1980 (26) | 15    | Real Saragozza      |
| 16 | C    | Pablo Aimar           | 3 novembre 1979 (26)  | 40    | Valencia            |
| 17 | D    | Leandro Cufré         | 9 maggio 1978 (28)    | 2     | Roma                |
| 18 | C    | Maxi Rodríguez        | 2 gennaio 1981 (25)   | 13    | Atlético Madrid     |
| 19 | A    | Lionel Messi          | 24 giugno 1987 (19)   | 7     | Barcellona          |
| 20 | A    | Julio Cruz            | 10 ottobre 1974 (31)  | 15    | Internazionale      |
| 21 | D    | Nicolás Burdisso      | 12 aprile 1981 (25)   | 8     | Internazionale      |
| 22 | C    | Lucho González        | 19 gennaio 1981 (25)  | 27    | Porto               |
| 23 | P    | Óscar Ustari          | 3 luglio 1986 (20)    | 0     | Independiente       |

### Costa d'Avorio[54]
Allenatore:  Henri Michel
| N. | Pos. | Giocatore          | Data nascita (età)     | Pres. | Squadra             |
| -- | ---- | ------------------ | ---------------------- | ----- | ------------------- |
| 1  | P    | Jean-Jacques Tizié | 7 settembre 1972 (33)  | 24    | Espérance           |
| 2  | C    | Kanga Akalé        | 7 marzo 1981 (25)      | 22    | Auxerre             |
| 3  | D    | Arthur Boka        | 2 aprile 1983 (23)     | 23    | Strasbourg          |
| 4  | D    | Kolo Touré         | 19 marzo 1981 (25)     | 42    | Arsenal             |
| 5  | C    | Didier Zokora      | 14 dicembre 1980 (25)  | 38    | Saint-Étienne       |
| 6  | D    | Blaise Kouassi     | 2 febbraio 1974 (32)   | 36    | Troyes              |
| 7  | C    | Emerse Faé         | 24 gennaio 1984 (22)   | 14    | Nantes              |
| 8  | C    | Bonaventure Kalou  | 12 gennaio 1978 (28)   | 49    | Paris Saint-Germain |
| 9  | A    | Arouna Koné        | 11 novembre 1983 (22)  | 17    | PSV                 |
| 10 | C    | Gilles Yapi Yapo   | 13 gennaio 1982 (24)   | 26    | Young Boys          |
| 11 | A    | Didier Drogba      | 11 marzo 1978 (28)     | 32    | Chelsea             |
| 12 | D    | Abdoulaye Méïté    | 6 ottobre 1980 (25)    | 18    | Olympique Marsiglia |
| 13 | D    | Marco Zoro         | 27 dicembre 1983 (22)  | 13    | Messina             |
| 14 | A    | Bakari Koné        | 17 settembre 1981 (24) | 16    | Nizza               |
| 15 | A    | Aruna Dindane      | 26 novembre 1980 (25)  | 34    | Lens                |
| 16 | P    | Gérard Gnanhouan   | 12 dicembre 1979 (26)  | 6     | Montpellier         |
| 17 | D    | Cyril Domoraud     | 22 luglio 1971 (34)    | 50    | Créteil             |
| 18 | C    | Abdul Kader Keïta  | 6 agosto 1981 (24)     | 26    | Lilla               |
| 19 | C    | Yaya Touré         | 13 marzo 1983 (23)     | 14    | Olympiakos          |
| 20 | C    | Guy Demel          | 13 giugno 1981 (24)    | 7     | Amburgo             |
| 21 | D    | Emmanuel Eboué     | 4 giugno 1983 (23)     | 11    | Arsenal             |
| 22 | C    | Koffi Ndri Romaric | 4 giugno 1983 (23)     | 8     | Le Mans             |
| 23 | P    | Boubacar Barry     | 20 dicembre 1979 (26)  | 6     | Beveren             |

### Paesi Bassi[55]
Allenatore: Marco van Basten
| N. | Pos. | Giocatore                  | Data nascita (età)     | Pres. | Squadra           |
| -- | ---- | -------------------------- | ---------------------- | ----- | ----------------- |
| 1  | P    | Edwin van der Sar          | 29 ottobre 1970 (35)   | 109   | Manchester United |
| 2  | D    | Kew Jaliens                | 15 settembre 1978 (27) | 1     | AZ Alkmaar        |
| 3  | D    | Khalid Boulahrouz          | 28 dicembre 1981 (24)  | 11    | Amburgo           |
| 4  | D    | Joris Mathijsen            | 5 aprile 1980 (26)     | 8     | AZ Alkmaar        |
| 5  | D    | Giovanni van Bronckhorst   | 5 febbraio 1975 (31)   | 57    | Barcellona        |
| 6  | C    | Denny Landzaat             | 6 maggio 1976 (30)     | 23    | AZ Alkmaar        |
| 7  | A    | Dirk Kuyt                  | 22 luglio 1980 (25)    | 19    | Feyenoord         |
| 8  | C    | Phillip Cocu               | 29 ottobre 1970 (35)   | 97    | PSV               |
| 9  | A    | Ruud van Nistelrooy        | 1º luglio 1976 (29)    | 51    | Manchester United |
| 10 | C    | Rafael van der Vaart       | 11 febbraio 1983 (23)  | 35    | Amburgo           |
| 11 | C    | Arjen Robben               | 23 gennaio 1984 (22)   | 20    | Chelsea           |
| 12 | D    | Jan Kromkamp               | 17 agosto 1980 (25)    | 11    | Liverpool         |
| 13 | D    | André Ooijer               | 11 luglio 1974 (31)    | 19    | PSV               |
| 14 | D    | John Heitinga              | 15 novembre 1983 (22)  | 18    | Ajax              |
| 15 | D    | Tim de Cler                | 8 novembre 1978 (27)   | 3     | AZ Alkmaar        |
| 16 | C    | Hedwiges Maduro            | 13 febbraio 1985 (21)  | 11    | Ajax              |
| 17 | A    | Robin van Persie           | 6 agosto 1983 (22)     | 10    | Arsenal           |
| 18 | C    | Mark van Bommel            | 22 aprile 1977 (29)    | 37    | Barcellona        |
| 19 | A    | Jan Vennegoor of Hesselink | 7 novembre 1978 (27)   | 7     | PSV               |
| 20 | C    | Wesley Sneijder            | 9 giugno 1984 (22)     | 23    | Ajax              |
| 21 | A    | Ryan Babel                 | 19 dicembre 1986 (19)  | 6     | Ajax              |
| 22 | P    | Henk Timmer                | 3 dicembre 1971 (34)   | 2     | AZ Alkmaar        |
| 23 | P    | Maarten Stekelenburg       | 22 settembre 1982 (23) | 2     | Ajax              |

### Serbia e Montenegro[56]
Allenatore: Ilija Petković
| N. | Pos. | Giocatore          | Data nascita (età)     | Pres. | Squadra           |
| -- | ---- | ------------------ | ---------------------- | ----- | ----------------- |
| 1  | P    | Dragoslav Jevrić   | 8 luglio 1974 (31)     | 40    | Ankaraspor        |
| 2  | C    | Ivan Ergić         | 21 gennaio 1981 (25)   | 1     | Basilea           |
| 3  | D    | Ivica Dragutinović | 13 novembre 1975 (30)  | 26    | Siviglia          |
| 4  | C    | Igor Duljaj        | 29 ottobre 1979 (26)   | 37    | Šakhtar Doneck    |
| 5  | D    | Nemanja Vidić      | 21 ottobre 1981 (24)   | 20    | Manchester United |
| 6  | D    | Goran Gavrančić    | 2 agosto 1978 (27)     | 25    | Dinamo Kiev       |
| 7  | C    | Ognjen Koroman     | 19 settembre 1978 (27) | 25    | Portsmouth        |
| 8  | A    | Mateja Kežman      | 12 aprile 1979 (27)    | 47    | Atlético Madrid   |
| 9  | A    | Savo Milošević     | 2 settembre 1973 (32)  | 98    | Osasuna           |
| 10 | C    | Dejan Stanković    | 11 settembre 1978 (27) | 58    | Internazionale    |
| 11 | C    | Predrag Đorđević   | 4 agosto 1972 (33)     | 34    | Olympiakos        |
| 12 | P    | Oliver Kovačević   | 29 dicembre 1974 (31)  | 3     | CSKA Sofia        |
| 13 | D    | Dušan Basta        | 18 agosto 1984 (21)    | 2     | Crvena Zvezda     |
| 14 | D    | Nenad Đorđević     | 7 agosto 1979 (26)     | 15    | Partizan          |
| 15 | D    | Milan Dudić        | 1º novembre 1979 (26)  | 11    | Crvena Zvezda     |
| 16 | D    | Dušan Petković     | 13 giugno 1974 (31)    | 12    | OFK Belgrado      |
| 17 | C    | Albert Nađ         | 29 ottobre 1974 (31)   | 42    | Partizan          |
| 18 | C    | Zvonimir Vukić     | 19 luglio 1979 (26)    | 25    | Partizan          |
| 19 | A    | Nikola Žigić       | 25 settembre 1980 (25) | 11    | Crvena Zvezda     |
| 20 | D    | Mladen Krstajić    | 4 marzo 1974 (32)      | 45    | Schalke 04        |
| 21 | A    | Danijel Ljuboja    | 4 settembre 1978 (27)  | 15    | Stoccarda         |
| 22 | C    | Saša Ilić          | 30 dicembre 1977 (28)  | 32    | Galatasaray       |
| 23 | P    | Vladimir Stojković | 28 luglio 1983 (22)    | 0     | Crvena Zvezda     |

## Gruppo D

### Angola[65]
Allenatore: Luís de Oliveira Gonçalves
| N. | Pos. | Giocatore         | Data nascita (età)    | Pres. | Squadra               |
| -- | ---- | ----------------- | --------------------- | ----- | --------------------- |
| 1  | P    | João Ricardo      | 7 gennaio 1970 (36)   | 26    | Moreirense            |
| 2  | D    | Marco Airosa      | 6 agosto 1984 (21)    | 2     | Barreirense           |
| 3  | D    | Jamba             | 10 luglio 1977 (28)   | 35    | Aviação               |
| 4  | D    | Lebo Lebo         | 29 maggio 1977 (29)   | 15    | Atl. Petróleos Luanda |
| 5  | D    | Kali              | 11 ottobre 1978 (27)  | 21    | Barreirense           |
| 6  | C    | Miloy             | 27 maggio 1981 (25)   | 11    | Interclube            |
| 7  | C    | Figueiredo        | 28 novembre 1972 (33) | 22    | Varzim                |
| 8  | C    | André             | 14 maggio 1978 (28)   | 33    | Kuwait SC             |
| 9  | A    | Mantorras         | 18 marzo 1982 (24)    | 11    | Benfica               |
| 10 | A    | Akwá              | 30 maggio 1977 (29)   | 77    | Al-Wakra              |
| 11 | A    | Mateus            | 19 giugno 1984 (21)   | 4     | Gil Vicente           |
| 12 | P    | Lamá              | 1º febbraio 1981 (25) | 9     | Atl. Petróleos Luanda |
| 13 | C    | Édson             | 3 febbraio 1980 (26)  | 7     | Paços de Ferreira     |
| 14 | C    | Mendonça          | 9 ottobre 1982 (23)   | 34    | Varzim                |
| 15 | D    | Rui Marques       | 3 settembre 1977 (28) | 1     | Hull City             |
| 16 | A    | Flávio            | 20 dicembre 1979 (26) | 46    | Al-Ahly               |
| 17 | C    | Zé Kalanga        | 12 ottobre 1983 (22)  | 23    | Dinamo Bucarest       |
| 18 | A    | Love              | 10 gennaio 1982 (24)  | 35    | Aviação               |
| 19 | A    | André Titi Buengo | 11 febbraio 1980 (26) | 2     | Clermont Foot         |
| 20 | D    | Locó              | 25 dicembre 1984 (21) | 11    | Primeiro de Agosto    |
| 21 | D    | Delgado           | 1º novembre 1972 (33) | 17    | Atl. Petróleos Luanda |
| 22 | P    | Mário             | 1º giugno 1985 (21)   | 1     | Interclube            |
| 23 | D    | Marco Abreu       | 8 dicembre 1974 (31)  | 3     | Portimonense          |

### Iran[68]
Allenatore:  Branko Ivanković
| N. | Pos. | Giocatore             | Data nascita (età)     | Pres. | Squadra        |
| -- | ---- | --------------------- | ---------------------- | ----- | -------------- |
| 1  | P    | Ebrahim Mirzapour     | 16 settembre 1978 (27) | 64    | Foolad         |
| 2  | C    | Mehdi Mahdavikia      | 24 luglio 1977 (28)    | 89    | Amburgo        |
| 3  | D    | Sohrab Bakhtiarizadeh | 11 settembre 1972 (33) | 31    | Saba Battery   |
| 4  | D    | Yahya Golmohammadi    | 16 marzo 1971 (35)     | 69    | Saba Battery   |
| 5  | D    | Rahman Rezaei         | 20 febbraio 1975 (31)  | 43    | Messina        |
| 6  | C    | Javad Nekounam        | 7 settembre 1980 (25)  | 71    | Al-Sharjah     |
| 7  | C    | Ferydoon Zandi        | 26 aprile 1979 (27)    | 10    | Kaiserslautern |
| 8  | C    | Ali Karimi            | 8 novembre 1978 (27)   | 90    | Bayern Monaco  |
| 9  | A    | Vahid Hashemian       | 21 luglio 1976 (29)    | 28    | Hannover 96    |
| 10 | A    | Ali Daei              | 21 marzo 1969 (37)     | 147   | Saba Battery   |
| 11 | A    | Rasoul Khatibi        | 22 settembre 1978 (27) | 12    | Sepahan        |
| 12 | P    | Hassan Roudbarian     | 6 luglio 1978 (27)     | 3     | Pas            |
| 13 | D    | Hossein Kaebi         | 23 settembre 1985 (20) | 44    | Foolad         |
| 14 | C    | Andranik Teymourian   | 6 marzo 1983 (23)      | 7     | Abu Moslem     |
| 15 | A    | Arash Borhani         | 14 settembre 1983 (22) | 20    | Pas            |
| 16 | A    | Reza Enayati          | 23 settembre 1976 (29) | 15    | Esteghlal      |
| 17 | A    | Javad Kazemian        | 23 aprile 1981 (25)    | 25    | Persepolis     |
| 18 | C    | Moharram Navidkia     | 1º novembre 1982 (23)  | 24    | Bochum         |
| 19 | D    | Amir Hossein Sadeqi   | 6 settembre 1981 (24)  | 1     | Esteghlal      |
| 20 | D    | Mohammad Nosrati      | 10 gennaio 1982 (24)   | 44    | Pas            |
| 21 | C    | Mehrzad Madanchi      | 10 gennaio 1985 (21)   | 6     | Persepolis     |
| 22 | P    | Vahid Talebloo        | 26 maggio 1982 (24)    | 1     | Esteghlal      |
| 23 | C    | Masoud Shojaei        | 9 giugno 1984 (22)     | 3     | Saipa          |

### Messico[71]
Allenatore:  Ricardo Lavolpe
| N. | Pos. | Giocatore                    | Data nascita (età)     | Pres. | Squadra            |
| -- | ---- | ---------------------------- | ---------------------- | ----- | ------------------ |
| 1  | P    | Oswaldo Sánchez              | 21 settembre 1973 (32) | 70    | Chivas Guadalajara |
| 2  | D    | Claudio Suárez               | 17 dicembre 1968 (37)  | 178   | Chivas USA         |
| 3  | D    | Carlos Salcido               | 2 aprile 1980 (26)     | 32    | Chivas Guadalajara |
| 4  | D    | Rafael Márquez               | 13 febbraio 1979 (27)  | 65    | Barcellona         |
| 5  | D    | Ricardo Osorio               | 30 marzo 1980 (26)     | 39    | Cruz Azul          |
| 6  | C    | Gerardo Torrado              | 30 aprile 1979 (27)    | 56    | Cruz Azul          |
| 7  | C    | Zinha                        | 23 maggio 1976 (30)    | 32    | Toluca             |
| 8  | C    | Pável Pardo                  | 26 luglio 1976 (29)    | 125   | Club América       |
| 9  | A    | Jared Borgetti               | 14 agosto 1973 (32)    | 75    | Bolton Wanderers   |
| 10 | A    | Guillermo Franco             | 3 novembre 1976 (29)   | 7     | Monterrey          |
| 11 | C    | Ramón Morales                | 10 ottobre 1975 (30)   | 46    | Chivas Guadalajara |
| 12 | P    | José de Jesús Corona         | 26 gennaio 1981 (25)   | 6     | UAG Tecos          |
| 13 | P    | Guillermo Ochoa              | 13 luglio 1985 (20)    | 1     | Club América       |
| 14 | D    | Gonzalo Pineda               | 19 ottobre 1982 (23)   | 30    | Chivas Guadalajara |
| 15 | D    | José Antonio Castro González | 11 agosto 1980 (25)    | 12    | Club América       |
| 16 | D    | Mario Méndez                 | 1º giugno 1979 (27)    | 32    | Monterrey          |
| 17 | A    | Francisco Fonseca            | 2 ottobre 1979 (26)    | 29    | Cruz Azul          |
| 18 | C    | Andrés Guardado              | 28 settembre 1986 (19) | 7     | Atlas              |
| 19 | A    | Omar Bravo                   | 4 marzo 1980 (26)      | 33    | Chivas Guadalajara |
| 20 | C    | Rafael García                | 14 agosto 1974 (31)    | 52    | Atlas              |
| 21 | C    | Jesús Arellano               | 8 maggio 1973 (33)     | 69    | Monterrey          |
| 22 | D    | Francisco Rodríguez          | 20 ottobre 1981 (24)   | 32    | Chivas Guadalajara |
| 23 | C    | Luis Pérez                   | 12 gennaio 1981 (25)   | 52    | Monterrey          |

### Portogallo[82]
Allenatore:  Luiz Felipe Scolari
| N. | Pos. | Giocatore         | Data nascita (età)     | Pres. | Squadra             |
| -- | ---- | ----------------- | ---------------------- | ----- | ------------------- |
| 1  | P    | Ricardo           | 11 febbraio 1976 (30)  | 49    | Sporting            |
| 2  | D    | Paulo Ferreira    | 18 gennaio 1979 (27)   | 30    | Chelsea             |
| 3  | D    | Marco Caneira     | 9 febbraio 1979 (27)   | 14    | Sporting            |
| 4  | D    | Ricardo Costa     | 16 maggio 1981 (25)    | 3     | Porto               |
| 5  | D    | Fernando Meira    | 5 giugno 1978 (28)     | 30    | Stoccarda           |
| 6  | C    | Costinha          | 1º dicembre 1974 (31)  | 44    | Dinamo Mosca        |
| 7  | C    | Luís Figo         | 4 novembre 1972 (33)   | 120   | Internazionale      |
| 8  | C    | Petit             | 25 settembre 1976 (29) | 36    | Benfica             |
| 9  | A    | Pauleta           | 28 aprile 1973 (33)    | 82    | Paris Saint-Germain |
| 10 | C    | Hugo Viana        | 15 gennaio 1983 (23)   | 21    | Valencia            |
| 11 | A    | Simão             | 31 ottobre 1979 (26)   | 43    | Benfica             |
| 12 | P    | Quim              | 13 novembre 1975 (30)  | 24    | Benfica             |
| 13 | D    | Miguel            | 4 gennaio 1980 (26)    | 28    | Valencia            |
| 14 | D    | Nuno Valente      | 12 settembre 1974 (31) | 23    | Everton             |
| 15 | A    | Luís Boa Morte    | 4 agosto 1977 (28)     | 24    | Fulham              |
| 16 | D    | Ricardo Carvalho  | 18 maggio 1978 (28)    | 24    | Chelsea             |
| 17 | A    | Cristiano Ronaldo | 5 febbraio 1985 (21)   | 32    | Manchester United   |
| 18 | C    | Maniche           | 11 novembre 1977 (28)  | 31    | Chelsea             |
| 19 | C    | Tiago             | 3 maggio 1981 (25)     | 22    | Olympique Lione     |
| 20 | C    | Deco              | 27 agosto 1977 (28)    | 35    | Barcellona          |
| 21 | A    | Nuno Gomes        | 5 luglio 1976 (29)     | 53    | Benfica             |
| 22 | P    | Paulo Santos      | 11 dicembre 1972 (33)  | 1     | Sporting Braga      |
| 23 | A    | Hélder Postiga    | 2 agosto 1982 (23)     | 24    | Saint-Étienne       |

## Gruppo E

### Rep. Ceca[91]
Allenatore: Karel Brückner
| N. | Pos. | Giocatore         | Data nascita (età) | Pres. | Squadra                 |
| -- | ---- | ----------------- | ------------------ | ----- | ----------------------- |
| 1  | P    | Petr Čech         | 20 maggio 1982     | 41    | Chelsea                 |
| 2  | D    | Zdeněk Grygera    | 14 maggio 1980     | 41    | Ajax                    |
| 3  | D    | Pavel Mareš       | 18 gennaio 1976    | 10    | Zenit San Pietroburgo   |
| 4  | C    | Tomáš Galásek     | 15 gennaio 1973    | 49    | Ajax                    |
| 5  | D    | Radoslav Kováč    | 11 novembre 1979   | 6     | Spartak Mosca           |
| 6  | D    | Marek Jankulovski | 9 maggio 1977      | 48    | Milan                   |
| 7  | C    | Libor Sionko      | 1º febbraio 1977   | 17    | Austria Vienna          |
| 8  | C    | Karel Poborský    | 30 marzo 1972      | 115   | Dynamo České Budějovice |
| 9  | A    | Jan Koller        | 30 marzo 1973      | 68    | Borussia Dortmund       |
| 10 | C    | Tomáš Rosický     | 4 ottobre 1980     | 54    | Borussia Dortmund       |
| 11 | C    | Pavel Nedvěd      | 30 agosto 1972     | 87    | Juventus                |
| 12 | A    | Vratislav Lokvenc | 27 settembre 1973  | 72    | Red Bull Salisburgo     |
| 13 | D    | Martin Jiránek    | 25 maggio 1979     | 24    | Spartak Mosca           |
| 14 | C    | David Jarolím     | 17 maggio 1979     | 3     | Amburgo                 |
| 15 | A    | Milan Baroš       | 28 ottobre 1981    | 49    | Aston Villa             |
| 16 | P    | Jaromír Blažek    | 29 dicembre 1972   | 11    | Sparta Praga            |
| 17 | A    | Jiří Štajner      | 27 maggio 1976     | 21    | Hannover 96             |
| 18 | A    | Marek Heinz       | 4 agosto 1977      | 28    | Galatasaray             |
| 19 | C    | Jan Polák         | 14 marzo 1981      | 18    | Norimberga              |
| 20 | C    | Jaroslav Plašil   | 5 gennaio 1982     | 14    | Monaco                  |
| 21 | D    | Tomáš Ujfaluši    | 24 marzo 1978      | 48    | Fiorentina              |
| 22 | D    | David Rozehnal    | 5 luglio 1980      | 22    | Paris Saint-Germain     |
| 23 | P    | Antonín Kinský    | 31 maggio 1975     | 5     | Saturn                  |

### Ghana[100]
Allenatore:  Ratomir Dujković
| N. | Pos. | Giocatore          | Data nascita (età) | Pres. | Squadra           |
| -- | ---- | ------------------ | ------------------ | ----- | ----------------- |
| 1  | P    | Sammy Adjei        | 1º settembre 1980  | 31    | Ashdod            |
| 2  | D    | Hans Sarpei        | 28 giugno 1976     | 7     | Wolfsburg         |
| 3  | A    | Asamoah Gyan       | 22 novembre 1985   | 13    | Modena            |
| 4  | D    | Samuel Kuffour     | 3 settembre 1976   | 58    | Roma              |
| 5  | D    | John Mensah        | 29 novembre 1982   | 33    | Rennes            |
| 6  | D    | Emmanuel Pappoe    | 3 marzo 1981       | 27    | Hapoel Kfar Saba  |
| 7  | D    | Illiasu Shilla     | 26 ottobre 1982    | 2     | Asante Kotoko     |
| 8  | C    | Michael Essien     | 3 dicembre 1982    | 17    | Chelsea           |
| 9  | C    | Derek Boateng      | 2 maggio 1983      | 11    | AIK               |
| 10 | C    | Stephen Appiah     | 24 dicembre 1980   | 42    | Fenerbahçe        |
| 11 | C    | Sulley Muntari     | 27 agosto 1984     | 16    | Udinese           |
| 12 | A    | Alex Tachie-Mensah | 15 febbraio 1977   | 5     | San Gallo         |
| 13 | D    | Habib Mohamed      | 10 dicembre 1983   | 1     | King Faisal Babes |
| 14 | A    | Matthew Amoah      | 24 ottobre 1980    | 16    | Borussia Dortmund |
| 15 | D    | John Paintsil      | 15 giugno 1981     | 21    | Hapoel Tel Aviv   |
| 16 | P    | George Owu         | 17 giugno 1982     | 6     | Ashanti Gold      |
| 17 | D    | Daniel Quaye       | 25 dicembre 1980   | 7     | Hearts of Oak     |
| 18 | C    | Eric Addo          | 12 novembre 1978   | 6     | PSV               |
| 19 | A    | Razak Pimpong      | 30 dicembre 1982   | 4     | Copenaghen        |
| 20 | C    | Otto Addo          | 9 giugno 1975      | 13    | Magonza 05        |
| 21 | D    | Issah Ahmed        | 24 maggio 1982     | 10    | Great Olympics    |
| 22 | P    | Richard Kingson    | 13 giugno 1978     | 33    | Ankaraspor        |
| 23 | C    | Haminu Dramani     | 1º aprile 1986     | 7     | Stella Rossa      |

### Italia[105]
Allenatore: Marcello Lippi
| N. | Pos. | Giocatore               | Data nascita (età)          | Pres. | Squadra    |
| -- | ---- | ----------------------- | --------------------------- | ----- | ---------- |
| 1  | P    | Gianluigi Buffon        | 28 gennaio 1978 (28 anni)   | 60    | Juventus   |
| 2  | D    | Cristian Zaccardo       | 21 dicembre 1981 (24 anni)  | 12    | Palermo    |
| 3  | D    | Fabio Grosso            | 28 novembre 1977 (28 anni)  | 17    | Palermo    |
| 4  | C    | Daniele De Rossi        | 24 luglio 1983 (22 anni)    | 17    | Roma       |
| 5  | D    | Fabio Cannavaro (C)     | 13 settembre 1973 (32 anni) | 93    | Juventus   |
| 6  | D    | Andrea Barzagli         | 8 maggio 1981 (25 anni)     | 18    | Palermo    |
| 7  | A    | Alessandro Del Piero    | 9 novembre 1974 (31 anni)   | 74    | Juventus   |
| 8  | C    | Gennaro Gattuso         | 9 gennaio 1978 (28 anni)    | 43    | Milan      |
| 9  | A    | Luca Toni               | 26 maggio 1977 (29 anni)    | 18    | Fiorentina |
| 10 | A    | Francesco Totti         | 27 settembre 1976 (29 anni) | 51    | Roma       |
| 11 | A    | Alberto Gilardino       | 5 luglio 1982 (23 anni)     | 15    | Milan      |
| 12 | P    | Angelo Peruzzi          | 16 febbraio 1970 (36 anni)  | 31    | Lazio      |
| 13 | D    | Alessandro Nesta        | 19 marzo 1976 (30 anni)     | 74    | Milan      |
| 14 | P    | Marco Amelia            | 2 aprile 1982 (24 anni)     | 1     | Livorno    |
| 15 | A    | Vincenzo Iaquinta       | 29 novembre 1979 (26 anni)  | 12    | Udinese    |
| 16 | C    | Mauro Germán Camoranesi | 4 ottobre 1976 (29 anni)    | 21    | Juventus   |
| 17 | C    | Simone Barone           | 30 aprile 1978 (28 anni)    | 13    | Palermo    |
| 18 | A    | Filippo Inzaghi         | 9 agosto 1973 (32 anni)     | 49    | Milan      |
| 19 | D    | Gianluca Zambrotta      | 19 febbraio 1977 (29 anni)  | 52    | Juventus   |
| 20 | C    | Simone Perrotta         | 17 settembre 1977 (28 anni) | 24    | Roma       |
| 21 | C    | Andrea Pirlo            | 19 maggio 1979 (27 anni)    | 24    | Milan      |
| 22 | D    | Massimo Oddo            | 14 giugno 1976 (29 anni)    | 20    | Lazio      |
| 23 | D    | Marco Materazzi         | 19 agosto 1973 (32 anni)    | 28    | Inter      |

### Stati Uniti[108]
Allenatore: Bruce Arena
| N. | Pos. | Giocatore              | Data nascita (età) | Pres. | Squadra                  |
| -- | ---- | ---------------------- | ------------------ | ----- | ------------------------ |
| 1  | P    | Tim Howard             | 6 marzo 1979       | 16    | Manchester United        |
| 2  | D    | Chris Albright         | 14 gennaio 1979    | 20    | Los Angeles Galaxy       |
| 3  | D    | Carlos Bocanegra       | 25 maggio 1979     | 40    | Fulham                   |
| 4  | C    | Pablo Mastroeni        | 26 agosto 1976     | 48    | Colorado Rapids          |
| 5  | C    | John O'Brien           | 29 agosto 1977     | 31    | Chivas USA               |
| 6  | D    | Steve Cherundolo       | 19 febbraio 1979   | 35    | Hannover 96              |
| 7  | C    | Eddie Lewis            | 17 maggio 1974     | 69    | Leeds Utd                |
| 8  | C    | Clint Dempsey          | 9 marzo 1983       | 21    | New England Revolution   |
| 9  | A    | Edward Abraham Johnson | 31 marzo 1984      | 18    | Kansas City Wizards      |
| 10 | C    | Claudio Reyna          | 20 luglio 1973     | 109   | Manchester City          |
| 11 | A    | Brian Ching            | 24 maggio 1978     | 20    | S.J. Earthquakes         |
| 12 | D    | Gregg Berhalter        | 1º agosto 1973     | 44    | Energie Cottbus          |
| 13 | D    | Jimmy Conrad           | 12 febbraio 1977   | 15    | Kansas City Wizards      |
| 14 | C    | Ben Olsen              | 3 maggio 1977      | 34    | D.C. United              |
| 15 | C    | Bobby Convey           | 27 maggio 1983     | 39    | Reading                  |
| 16 | A    | Josh Wolff             | 25 febbraio 1977   | 47    | Kansas City Wizards      |
| 17 | C    | DaMarcus Beasley       | 24 maggio 1982     | 58    | PSV                      |
| 18 | P    | Kasey Keller           | 29 novembre 1969   | 93    | Borussia Mönchengladbach |
| 19 | P    | Marcus Hahnemann       | 15 giugno 1972     | 6     | Reading                  |
| 20 | A    | Brian McBride          | 19 giugno 1972     | 92    | Fulham                   |
| 21 | A    | Landon Donovan         | 4 marzo 1982       | 81    | Los Angeles Galaxy       |
| 22 | D    | Oguchi Onyewu          | 13 maggio 1982     | 14    | Standard Liegi           |
| 23 | D    | Eddie Pope             | 24 dicembre 1973   | 80    | Real Salt Lake           |

## Gruppo F

### Australia[117]
Allenatore:  Guus Hiddink
| N. | Pos. | Giocatore          | Data nascita (età) | Pres. | Squadra                |
| -- | ---- | ------------------ | ------------------ | ----- | ---------------------- |
| 1  | P    | Mark Schwarzer     | 6 ottobre 1972     | 37    | Middlesbrough          |
| 2  | D    | Lucas Neill        | 9 marzo 1978       | 25    | Blackburn Rovers       |
| 3  | D    | Craig Moore        | 12 dicembre 1975   | 33    | Newcastle Utd          |
| 4  | C    | Tim Cahill         | 6 dicembre 1979    | 16    | Everton                |
| 5  | C    | Jason Čulina       | 5 agosto 1980      | 13    | PSV                    |
| 6  | D    | Tony Popović       | 4 luglio 1973      | 56    | Crystal Palace         |
| 7  | C    | Brett Emerton      | 22 febbraio 1979   | 48    | Blackburn Rovers       |
| 8  | C    | Josip Skoko        | 10 dicembre 1975   | 46    | Stoke City             |
| 9  | A    | Mark Viduka        | 9 ottobre 1975     | 33    | Middlesbrough          |
| 10 | A    | Harry Kewell       | 22 settembre 1978  | 20    | Liverpool              |
| 11 | C    | Stan Lazaridis     | 16 agosto 1972     | 59    | Birmingham City        |
| 12 | P    | Ante Čović         | 13 giugno 1975     | 1     | Hammarby               |
| 13 | C    | Vincenzo Grella    | 5 ottobre 1979     | 17    | Parma                  |
| 14 | C    | Scott Chipperfield | 30 dicembre 1975   | 46    | Basilea                |
| 15 | A    | John Aloisi        | 5 febbraio 1976    | 41    | Deportivo Alavés       |
| 16 | D    | Michael Beauchamp  | 8 marzo 1981       | 2     | Central Coast Mariners |
| 17 | A    | Archie Thompson    | 23 ottobre 1978    | 20    | PSV                    |
| 18 | P    | Željko Kalac       | 16 dicembre 1972   | 52    | Milan                  |
| 19 | A    | Joshua Kennedy     | 20 agosto 1982     | 1     | Dynamo Dresda          |
| 20 | C    | Luke Wilkshire     | 2 ottobre 1981     | 8     | Bristol City           |
| 21 | C    | Mile Sterjovski    | 27 maggio 1979     | 22    | Basilea                |
| 22 | D    | Mark Milligan      | 4 agosto 1985      | 1     | Sydney FC              |
| 23 | C    | Mark Bresciano     | 11 febbraio 1980   | 24    | Parma                  |

### Brasile[128]
Allenatore: Carlos Alberto Parreira
| N. | Pos. | Giocatore      | Data nascita (età) | Pres. | Squadra            |
| -- | ---- | -------------- | ------------------ | ----- | ------------------ |
| 1  | P    | Dida           | 7 ottobre 1973     | 86    | Milan              |
| 2  | D    | Cafu           | 7 giugno 1970      | 138   | Milan              |
| 3  | D    | Lúcio          | 8 maggio 1978      | 50    | Bayern Monaco      |
| 4  | D    | Juan           | 1º febbraio 1979   | 38    | Bayer Leverkusen   |
| 5  | C    | Emerson        | 4 aprile 1976      | 70    | Juventus           |
| 6  | D    | Roberto Carlos | 10 aprile 1973     | 121   | Real Madrid        |
| 7  | A    | Adriano        | 17 febbraio 1982   | 32    | Internazionale     |
| 8  | C    | Kaká           | 22 aprile 1982     | 38    | Milan              |
| 9  | A    | Ronaldo        | 22 settembre 1976  | 92    | Real Madrid        |
| 10 | A    | Ronaldinho     | 21 marzo 1980      | 63    | Barcellona         |
| 11 | C    | Zé Roberto     | 6 luglio 1974      | 79    | Bayern Monaco      |
| 12 | P    | Rogério Ceni   | 22 gennaio 1973    | 15    | San Paolo          |
| 13 | D    | Cicinho        | 24 giugno 1980     | 10    | Real Madrid        |
| 14 | D    | Luisão         | 13 febbraio 1981   | 19    | Benfica            |
| 15 | D    | Cris           | 3 giugno 1977      | 16    | Olympique Lyonnais |
| 16 | D    | Gilberto       | 25 aprile 1976     | 9     | Hertha Berlino     |
| 17 | C    | Gilberto Silva | 7 ottobre 1976     | 36    | Arsenal            |
| 18 | C    | Mineiro        | 2 agosto 1975      | 2     | San Paolo          |
| 19 | C    | Juninho        | 30 gennaio 1975    | 37    | Olympique Lyonnais |
| 20 | C    | Ricardinho     | 23 maggio 1976     | 19    | Corinthians        |
| 21 | A    | Fred           | 3 ottobre 1983     | 3     | Olympique Lyonnais |
| 22 | P    | Júlio César    | 3 settembre 1979   | 11    | Internazionale     |
| 23 | A    | Robinho        | 25 gennaio 1984    | 23    | Real Madrid        |

### Croazia[131]
Allenatore: Zlatko Kranjčar
| N. | Pos. | Giocatore       | Data nascita (età) | Pres. | Squadra          |
| -- | ---- | --------------- | ------------------ | ----- | ---------------- |
| 1  | P    | Stipe Pletikosa | 8 gennaio 1979     | 50    | Hajduk Spalato   |
| 2  | C    | Darijo Srna     | 1º maggio 1982     | 36    | Šakhtar Doneck   |
| 3  | D    | Josip Šimunić   | 18 febbraio 1978   | 42    | Hertha Berlino   |
| 4  | D    | Robert Kovač    | 6 aprile 1974      | 56    | Juventus         |
| 5  | D    | Igor Tudor      | 16 aprile 1978     | 52    | Siena            |
| 6  | C    | Jurica Vranješ  | 31 gennaio 1980    | 24    | Werder Brema     |
| 7  | D    | Dario Šimić     | 12 novembre 1975   | 80    | Milan            |
| 8  | C    | Marko Babić     | 28 gennaio 1981    | 33    | Bayer Leverkusen |
| 9  | A    | Dado Pršo       | 5 novembre 1974    | 29    | Rangers          |
| 10 | C    | Niko Kovač      | 15 ottobre 1971    | 58    | Hertha Berlino   |
| 11 | D    | Mario Tokić     | 23 luglio 1975     | 28    | Austria Vienna   |
| 12 | P    | Joey Didulica   | 14 ottobre 1977    | 4     | Austria Vienna   |
| 13 | D    | Stjepan Tomas   | 6 marzo 1976       | 48    | Galatasaray      |
| 14 | C    | Luka Modrić     | 9 settembre 1985   | 5     | Dinamo Zagabria  |
| 15 | C    | Ivan Leko       | 7 febbraio 1978    | 13    | Club Brugge      |
| 16 | C    | Jerko Leko      | 9 aprile 1980      | 36    | Dinamo Kiev      |
| 17 | A    | Ivan Klasnić    | 29 gennaio 1980    | 20    | Werder Brema     |
| 18 | A    | Ivica Olić      | 14 settembre 1979  | 36    | CSKA Mosca       |
| 19 | C    | Niko Kranjčar   | 13 agosto 1984     | 21    | Hajduk Spalato   |
| 20 | C    | Anthony Šerić   | 15 gennaio 1979    | 14    | Panathīnaïkos    |
| 21 | A    | Boško Balaban   | 15 ottobre 1978    | 27    | Club Brugge      |
| 22 | A    | Ivan Bošnjak    | 6 febbraio 1979    | 13    | Dinamo Zagabria  |
| 23 | P    | Tomislav Butina | 30 marzo 1974      | 28    | Club Brugge      |

### Giappone[141]
Allenatore:  Zico
| N. | Pos. | Giocatore             | Data nascita (età) | Pres. | Squadra                   |
| -- | ---- | --------------------- | ------------------ | ----- | ------------------------- |
| 1  | P    | Seigō Narazaki        | 15 aprile 1976     | 50    | Nagoya Grampus Eight      |
| 2  | D    | Teruyuki Moniwa       | 8 settembre 1981   | 8     | FC Tokyo                  |
| 3  | D    | Yūichi Komano         | 25 luglio 1981     | 8     | Sanfrecce Hiroshima       |
| 4  | C    | Yasuhito Endō         | 28 gennaio 1980    | 40    | Gamba Osaka               |
| 5  | D    | Tsuneyasu Miyamoto    | 7 febbraio 1977    | 69    | Gamba Osaka               |
| 6  | D    | Kōji Nakata           | 9 luglio 1979      | 55    | Basilea                   |
| 7  | C    | Hidetoshi Nakata      | 22 gennaio 1977    | 74    | Bolton Wanderers          |
| 8  | C    | Mitsuo Ogasawara      | 5 aprile 1979      | 51    | Kashima Antlers           |
| 9  | A    | Naohiro Takahara      | 4 giugno 1979      | 41    | Amburgo                   |
| 10 | C    | Shunsuke Nakamura     | 24 giugno 1978     | 60    | Celtic                    |
| 11 | A    | Seiichirō Maki        | 7 agosto 1980      | 10    | JEF United Ichihara Chiba |
| 12 | P    | Yōichi Doi            | 25 luglio 1973     | 4     | FC Tokyo                  |
| 13 | A    | Atsushi Yanagisawa    | 27 maggio 1977     | 56    | Kashima Antlers           |
| 14 | D    | Alessandro dos Santos | 20 luglio 1977     | 72    | Urawa Red Diamonds        |
| 15 | C    | Takashi Fukunishi     | 1º settembre 1976  | 62    | Júbilo Iwata              |
| 16 | A    | Masashi Ōguro         | 4 maggio 1980      | 18    | Grenoble                  |
| 17 | C    | Junichi Inamoto       | 18 settembre 1979  | 63    | West Bromwich Albion      |
| 18 | C    | Shinji Ono            | 27 settembre 1979  | 54    | Urawa Red Diamonds        |
| 19 | D    | Keisuke Tsuboi        | 16 settembre 1979  | 33    | Urawa Red Diamonds        |
| 20 | A    | Keiji Tamada          | 11 aprile 1980     | 39    | Nagoya Grampus Eight      |
| 21 | D    | Akira Kaji            | 13 gennaio 1980    | 43    | Gamba Osaka               |
| 22 | D    | Yūji Nakazawa         | 25 febbraio 1978   | 50    | Yokohama F. Marinos       |
| 23 | P    | Yoshikatsu Kawaguchi  | 15 agosto 1975     | 89    | Júbilo Iwata              |

## Gruppo G

### Francia[146]
Allenatore: Raymond Domenech
| N. | Pos. | Giocatore           | Data nascita (età) | Pres. | Squadra             |
| -- | ---- | ------------------- | ------------------ | ----- | ------------------- |
| 1  | P    | Mickaël Landreau    | 14 maggio 1979     | 3     | Nantes              |
| 2  | D    | Jean-Alain Boumsong | 14 dicembre 1979   | 19    | Newcastle United    |
| 3  | D    | Éric Abidal         | 11 luglio 1979     | 8     | Olympique Lyonnais  |
| 4  | C    | Patrick Vieira      | 23 giugno 1976     | 87    | Juventus            |
| 5  | D    | William Gallas      | 17 agosto 1977     | 40    | Chelsea             |
| 6  | C    | Claude Makélélé     | 18 febbraio 1973   | 43    | Chelsea             |
| 7  | C    | Florent Malouda     | 13 giugno 1980     | 13    | Olympique Lyonnais  |
| 8  | C    | Vikash Dhorasoo     | 10 ottobre 1973    | 16    | Paris Saint-Germain |
| 9  | A    | Sidney Govou        | 27 luglio 1979     | 19    | Olympique Lyonnais  |
| 10 | C    | Zinédine Zidane     | 23 giugno 1972     | 102   | Real Madrid         |
| 11 | A    | Sylvain Wiltord     | 10 maggio 1974     | 80    | Olympique Lyonnais  |
| 12 | A    | Thierry Henry       | 17 agosto 1977     | 78    | Arsenal             |
| 13 | D    | Mikaël Silvestre    | 9 agosto 1977      | 39    | Manchester United   |
| 14 | A    | Louis Saha          | 8 agosto 1978      | 9     | Manchester United   |
| 15 | D    | Lilian Thuram       | 1º gennaio 1972    | 114   | Juventus            |
| 16 | P    | Fabien Barthez      | 28 giugno 1971     | 80    | Olympique Marsiglia |
| 17 | D    | Gaël Givet          | 9 ottobre 1981     | 11    | Monaco              |
| 18 | C    | Alou Diarra         | 15 luglio 1981     | 9     | Lens                |
| 19 | D    | Willy Sagnol        | 18 marzo 1977      | 38    | Bayern Monaco       |
| 20 | A    | David Trezeguet     | 15 ottobre 1977    | 63    | Juventus            |
| 21 | D    | Pascal Chimbonda    | 21 febbraio 1979   | 1     | Wigan Athletic      |
| 22 | C    | Franck Ribéry       | 1º aprile 1983     | 3     | Olympique Marsiglia |
| 23 | P    | Grégory Coupet      | 31 dicembre 1972   | 18    | Olympique Lyonnais  |

### Corea del Sud[153]
Allenatore:  Dick Advocaat
| N. | Pos. | Giocatore       | Data nascita (età) | Pres. | Squadra                 |
| -- | ---- | --------------- | ------------------ | ----- | ----------------------- |
| 1  | P    | Lee Woon-jae    | 26 aprile 1973     | 97    | Suwon Samsung Bluewings |
| 2  | D    | Kim Young-Chul  | 30 giugno 1976     | 12    | Seongnam Ilhwa Chunma   |
| 3  | D    | Kim Dong-jin    | 29 gennaio 1982    | 34    | FC Seoul                |
| 4  | D    | Choi Jin-Cheul  | 26 marzo 1971      | 62    | Jeonbuk Hyundai Motors  |
| 5  | C    | Kim Nam-Il      | 14 marzo 1977      | 66    | Suwon Samsung Bluewings |
| 6  | D    | Kim Jin-Kyu     | 16 febbraio 1985   | 23    | Júbilo Iwata            |
| 7  | C    | Park Ji-sung    | 25 febbraio 1981   | 60    | Manchester United       |
| 8  | C    | Kim Do-Heon     | 14 luglio 1982     | 32    | Seongnam Ilhwa Chunma   |
| 9  | A    | Ahn Jung-hwan   | 27 gennaio 1976    | 61    | Duisburg                |
| 10 | A    | Park Chu-Young  | 10 luglio 1985     | 18    | FC Seoul                |
| 11 | A    | Seol Ki-Hyeon   | 8 gennaio 1979     | 67    | Wolverhampton Wanderers |
| 12 | D    | Lee Young-Pyo   | 23 aprile 1977     | 85    | Tottenham Hotspur       |
| 13 | C    | Lee Eul-Yong    | 8 settembre 1975   | 47    | Trabzonspor             |
| 14 | A    | Lee Chun-soo    | 9 luglio 1981      | 62    | Ulsan Hyundai Horangi   |
| 15 | C    | Baek Ji-Hoon    | 28 febbraio 1985   | 12    | FC Seoul                |
| 16 | A    | Chung Kyung-Ho  | 22 maggio 1980     | 40    | Gwangju Sangmu Phoenix  |
| 17 | C    | Lee Ho          | 22 dicembre 1984   | 11    | Ulsan Hyundai Horangi   |
| 18 | C    | Kim Sang-sik    | 17 dicembre 1976   | 42    | Seongnam Ilhwa Chunma   |
| 19 | A    | Cho Jae-Jin     | 9 luglio 1981      | 21    | Shimizu S-Pulse         |
| 20 | P    | Kim Yong-Dae    | 11 ottobre 1979    | 15    | Seongnam Ilhwa Chunma   |
| 21 | P    | Kim Young-Kwang | 28 giugno 1983     | 6     | Chunnam Dragons         |
| 22 | D    | Song Chong-gug  | 20 febbraio 1979   | 51    | Suwon Samsung Bluewings |
| 23 | D    | Cho Won-Hee     | 17 aprile 1983     | 13    | Suwon Samsung Bluewings |

### Svizzera[154]
Allenatore: Jakob Kuhn
| N. | Pos. | Giocatore           | Data nascita (età) | Pres. | Squadra               |
| -- | ---- | ------------------- | ------------------ | ----- | --------------------- |
| 1  | P    | Pascal Zuberbühler  | 8 gennaio 1971     | 40    | Basilea               |
| 2  | D    | Johan Djourou       | 18 gennaio 1987    | 2     | Arsenal               |
| 3  | D    | Ludovic Magnin      | 20 aprile 1979     | 30    | Stoccarda             |
| 4  | D    | Philippe Senderos   | 14 febbraio 1985   | 12    | Arsenal               |
| 5  | C    | Xavier Margairaz    | 17 gennaio 1984    | 3     | Zurigo                |
| 6  | C    | Johann Vogel        | 8 marzo 1977       | 85    | Milan                 |
| 7  | C    | Ricardo Cabanas     | 17 gennaio 1979    | 37    | Colonia               |
| 8  | C    | Raphaël Wicky       | 26 aprile 1977     | 67    | Amburgo               |
| 9  | A    | Alexander Frei      | 15 luglio 1979     | 45    | Rennes                |
| 10 | C    | Daniel Gygax        | 28 agosto 1981     | 22    | Lilla                 |
| 11 | A    | Marco Streller      | 18 giugno 1981     | 10    | Colonia               |
| 12 | P    | Diego Benaglio      | 8 luglio 1983      | 1     | Nacional              |
| 13 | D    | Stéphane Grichting  | 30 marzo 1979      | 6     | Auxerre               |
| 14 | C    | David Degen         | 15 febbraio 1983   | 3     | Basilea               |
| 15 | C    | Blerim Džemaili     | 12 aprile 1986     | 3     | Zurigo                |
| 16 | C    | Tranquillo Barnetta | 22 maggio 1985     | 13    | Bayer Leverkusen      |
| 17 | D    | Christoph Spycher   | 30 marzo 1978      | 21    | Eintracht Francoforte |
| 18 | A    | Mauro Lustrinelli   | 26 febbraio 1976   | 5     | Sparta Praga          |
| 19 | C    | Valon Behrami       | 19 aprile 1985     | 6     | Lazio                 |
| 20 | D    | Patrick Müller      | 17 dicembre 1976   | 64    | Olympique Lyonnais    |
| 21 | P    | Fabio Coltorti      | 3 dicembre 1980    | 2     | Grasshoppers          |
| 22 | C    | Hakan Yakın         | 22 febbraio 1977   | 46    | Young Boys            |
| 23 | D    | Philipp Degen       | 15 febbraio 1983   | 15    | Borussia Dortmund     |

### Togo[161]
Allenatore:  Otto Pfister
| N. | Pos. | Giocatore              | Data nascita (età) | Pres. | Squadra                |
| -- | ---- | ---------------------- | ------------------ | ----- | ---------------------- |
| 1  | P    | Ouro-Nimini Tchagnirou | 31 dicembre 1977   | 9     | Djoliba                |
| 2  | D    | Daré Nibombé           | 16 giugno 1980     | 16    | Mons                   |
| 3  | D    | Jean-Paul Abalo        | 26 giugno 1975     | 65    | APOEL                  |
| 4  | A    | Emmanuel Adebayor      | 26 febbraio 1984   | 29    | Arsenal                |
| 5  | D    | Massamasso Tchangai    | 8 agosto 1978      | 34    | Benevento              |
| 6  | C    | Yao Aziawonou          | 30 novembre 1979   | 32    | Young Boys             |
| 7  | A    | Moustapha Salifou      | 1º giugno 1983     | 34    | Brest                  |
| 8  | C    | Kuami Agboh            | 28 dicembre 1977   | 4     | Beveren                |
| 9  | C    | Thomas Dossevi         | 6 marzo 1979       | 10    | Valenciennes           |
| 10 | C    | Mamam Cherif Touré     | 13 gennaio 1981    | 39    | Metz                   |
| 11 | A    | Robert Malm            | 21 agosto 1973     | 1     | Brest                  |
| 12 | D    | Éric Akoto             | 20 luglio 1980     | 32    | Admira Wacker Mödling  |
| 13 | A    | Richmond Forson        | 23 maggio 1980     | 8     | Poirè                  |
| 14 | C    | Adékambi Olufadé       | 7 gennaio 1980     | 24    | Al-Siliyah             |
| 15 | C    | Alaixys Romao          | 18 gennaio 1984    | 11    | Louhans-Cuiseaux       |
| 16 | P    | Kossi Agassa           | 2 luglio 1978      | 49    | Metz                   |
| 17 | A    | Mohamed Kader          | 8 aprile 1979      | 46    | Guingamp               |
| 18 | C    | Yao Junior Sènaya      | 19 aprile 1984     | 16    | Young Fellows Juventus |
| 19 | D    | Ludovic Assemoassa     | 18 settembre 1980  | 5     | Ciudad de Murcia       |
| 20 | D    | Affo Erassa            | 19 febbraio 1983   | 6     | Moulinoise             |
| 21 | C    | Franck Atsou           | 1º agosto 1978     | 13    | Al-Hilal               |
| 22 | P    | Kodjovi Obilalé        | 8 ottobre 1984     | 0     | Etoile Filante         |
| 23 | D    | Assimiou Touré         | 1º gennaio 1988    | 1     | Bayer Leverkusen       |

## Gruppo H

### Arabia Saudita[164]
Allenatore:  Marcos Paquetá
| N. | Pos. | Giocatore            | Data nascita (età) | Pres. | Squadra    |
| -- | ---- | -------------------- | ------------------ | ----- | ---------- |
| 1  | P    | Mohamed Al-Deayea    | 2 agosto 1972      | 181   | Al-Hilal   |
| 2  | D    | Ahmad Al-Dokhi       | 25 ottobre 1976    | 68    | Al-Ittihad |
| 3  | D    | Redha Tukar          | 29 novembre 1975   | 37    | Al-Ittihad |
| 4  | D    | Hamad Al-Montashari  | 22 giugno 1982     | 32    | Al-Ittihad |
| 5  | D    | Naif Al-Qadi         | 3 aprile 1979      | 28    | Al-Ahli    |
| 6  | C    | Omar Al-Ghamdi       | 11 aprile 1979     | 38    | Al-Hilal   |
| 7  | C    | Mohammed Ameen       | 29 aprile 1980     | 16    | Al-Ittihad |
| 8  | C    | Mohammed Noor        | 26 febbraio 1978   | 63    | Al-Ittihad |
| 9  | A    | Sami Al-Jaber        | 11 dicembre 1972   | 160   | Al-Hilal   |
| 10 | C    | Mohammad Al-Shalhoub | 8 dicembre 1980    | 48    | Al-Hilal   |
| 11 | A    | Saad Al-Harthi       | 3 febbraio 1984    | 15    | Al-Nasr    |
| 12 | D    | Abdulaziz Khathran   | 31 luglio 1973     | 19    | Al-Hilal   |
| 13 | D    | Hussein Sulaimani    | 21 gennaio 1977    | 97    | Al-Ahli    |
| 14 | C    | Saud Kariri          | 8 luglio 1980      | 34    | Al-Ittihad |
| 15 | D    | Ahmed Al-Bahri       | 18 settembre 1980  | 11    | Al-Ittifaq |
| 16 | C    | Khaled Aziz          | 14 luglio 1981     | 14    | Al-Hilal   |
| 17 | D    | Mohammad Al-Bishi    | 3 maggio 1987      | 0     | Al-Ahli    |
| 18 | C    | Nawaf Al-Temyat      | 28 giugno 1976     | 56    | Al-Hilal   |
| 19 | D    | Mohammad Massad      | 17 febbraio 1983   | 5     | Al-Ahli    |
| 20 | A    | Yasser Al-Qahtani    | 10 ottobre 1982    | 45    | Al-Hilal   |
| 21 | P    | Mabrouk Zaid         | 11 febbraio 1979   | 33    | Al-Ittihad |
| 22 | P    | Mohammad Khouja      | 15 marzo 1982      | 8     | Al-Shabab  |
| 23 | A    | Malek Mouath         | 10 agosto 1981     | 5     | Al-Ahli    |

### Spagna[165]
Allenatore: Luis Aragonés
| N. | Pos. | Giocatore          | Data nascita (età) | Pres. | Squadra         |
| -- | ---- | ------------------ | ------------------ | ----- | --------------- |
| 1  | P    | Iker Casillas      | 20 maggio 1981     | 58    | Real Madrid     |
| 2  | D    | Míchel Salgado     | 22 ottobre 1975    | 50    | Real Madrid     |
| 3  | D    | Mariano Pernía     | 4 maggio 1977      | 1     | Getafe          |
| 4  | D    | Carlos Marchena    | 31 luglio 1979     | 27    | Valencia        |
| 5  | D    | Carles Puyol       | 13 aprile 1978     | 47    | Barcellona      |
| 6  | C    | David Albelda      | 1º settembre 1977  | 33    | Valencia        |
| 7  | A    | Raúl               | 27 giugno 1977     | 95    | Real Madrid     |
| 8  | C    | Xavi               | 25 gennaio 1980    | 36    | Barcellona      |
| 9  | A    | Fernando Torres    | 20 marzo 1984      | 30    | Atlético Madrid |
| 10 | A    | José Antonio Reyes | 1º settembre 1983  | 19    | Arsenal         |
| 11 | C    | Luis García        | 24 giugno 1978     | 10    | Liverpool       |
| 12 | D    | Antonio López      | 13 settembre 1981  | 8     | Atlético Madrid |
| 13 | C    | Andrés Iniesta     | 11 maggio 1984     | 3     | Barcellona      |
| 14 | C    | Xabi Alonso        | 25 novembre 1981   | 26    | Liverpool       |
| 15 | D    | Sergio Ramos       | 30 marzo 1986      | 11    | Real Madrid     |
| 16 | C    | Marcos Senna       | 17 luglio 1976     | 3     | Villarreal      |
| 17 | C    | Joaquín            | 21 luglio 1981     | 38    | Real Betis      |
| 18 | C    | Cesc Fàbregas      | 4 maggio 1987      | 4     | Arsenal         |
| 19 | P    | Santiago Cañizares | 18 dicembre 1969   | 45    | Valencia        |
| 20 | D    | Juanito            | 23 luglio 1976     | 15    | Real Betis      |
| 21 | A    | David Villa        | 3 dicembre 1981    | 8     | Valencia        |
| 22 | D    | Pablo              | 3 agosto 1981      | 11    | Atlético Madrid |
| 23 | P    | José Manuel Reina  | 31 agosto 1982     | 3     | Liverpool       |

### Tunisia[170]
Allenatore:  Roger Lemerre
| N. | Pos. | Giocatore                    | Data nascita (età) | Pres. | Squadra               |
| -- | ---- | ---------------------------- | ------------------ | ----- | --------------------- |
| 1  | P    | Ali Boumnijel                | 13 aprile 1966     | 48    | Club Africain         |
| 2  | A    | Karim Essediri               | 29 luglio 1979     | 7     | Rosenborg             |
| 3  | D    | Karim Haggui                 | 21 gennaio 1984    | 26    | Strasburgo            |
| 4  | D    | Alaeddine Yahia              | 26 settembre 1981  | 13    | Saint-Étienne         |
| 5  | A    | Ziad Jaziri                  | 12 luglio 1978     | 61    | Troyes                |
| 6  | D    | Hatem Trabelsi               | 25 gennaio 1977    | 56    | Ajax                  |
| 7  | A    | Haykel Guemamdia             | 22 dicembre 1981   | 13    | Strasburgo            |
| 8  | C    | Mehdi Nafti                  | 28 novembre 1978   | 29    | Birmingham City       |
| 9  | A    | Yassine Chikhaoui            | 2 settembre 1986   | 1     | Étoile du Sahel       |
| 10 | C    | Kaies Ghodhbane              | 7 gennaio 1976     | 89    | Konyaspor             |
| 11 | A    | Francileudo Silva dos Santos | 20 marzo 1979      | 28    | Tolosa                |
| 12 | C    | Jawhar Mnari                 | 8 novembre 1976    | 37    | Norimberga            |
| 13 | C    | Riadh Bouazizi               | 8 aprile 1973      | 85    | Kayserispor           |
| 14 | C    | Adel Chedli                  | 16 settembre 1976  | 38    | Norimberga            |
| 15 | D    | Radhi Jaïdi                  | 30 agosto 1975     | 89    | Bolton Wanderers      |
| 16 | P    | Adel Nefzi                   | 16 marzo 1974      | 0     | Monastir              |
| 17 | A    | Chaouki Ben Saada            | 1º luglio 1984     | 11    | Bastia                |
| 18 | D    | David Jemmali                | 13 dicembre 1974   | 2     | Girondins de Bordeaux |
| 19 | D    | Anis Ayari                   | 16 febbraio 1982   | 24    | Samsunspor            |
| 20 | C    | Hamed Namouchi               | 14 febbraio 1984   | 14    | Rangers               |
| 21 | D    | Karim Saidi                  | 24 marzo 1983      | 15    | Lecce                 |
| 22 | P    | Hamdi Kasraoui               | 18 gennaio 1983    | 6     | Espérance de Tunis    |
| 23 | C    | Sofiane Melliti              | 18 agosto 1978     | 14    | Gaziantepspor         |

### Ucraina[177]
Allenatore: Oleh Blochin
| N. | Pos. | Giocatore              | Data nascita (età) | Pres. | Squadra                |
| -- | ---- | ---------------------- | ------------------ | ----- | ---------------------- |
| 1  | P    | Oleksandr Šovkovs'kyj  | 2 gennaio 1975     | 68    | Dinamo Kiev            |
| 2  | D    | Andrij Nesmačnyj       | 28 febbraio 1979   | 49    | Dinamo Kiev            |
| 3  | D    | Oleksandr Jacenko      | 24 febbraio 1985   | 1     | Charkiv                |
| 4  | C    | Anatolij Tymoščuk      | 30 marzo 1979      | 55    | Šakhtar Doneck         |
| 5  | D    | Volodymyr Jezers'kyj   | 15 novembre 1976   | 24    | Dnipro Dnipropetrovs'k |
| 6  | D    | Andrij Rusol           | 16 gennaio 1983    | 23    | Dnipro Dnipropetrovs'k |
| 7  | A    | Andrij Ševčenko        | 29 settembre 1976  | 64    | Milan                  |
| 8  | C    | Oleh Šelajev           | 5 novembre 1976    | 19    | Dnipro Dnipropetrovs'k |
| 9  | C    | Oleh Husjev            | 25 aprile 1983     | 25    | Dinamo Kiev            |
| 10 | A    | Andrij Voronin         | 21 luglio 1979     | 32    | Bayer Leverkusen       |
| 11 | A    | Serhij Rebrov          | 3 giugno 1974      | 70    | Dinamo Kiev            |
| 12 | P    | Andrij Pjatov          | 28 giugno 1984     | 1     | Vorskla Poltava        |
| 13 | D    | Dmitro Čigrins'kyj     | 7 novembre 1986    | 0     | Šakhtar Doneck         |
| 14 | C    | Andrij Husin           | 11 dicembre 1972   | 64    | Kryl'ja Sovetov Samara |
| 15 | A    | Artem Milevs'kyj       | 12 gennaio 1985    | 0     | Dinamo Kiev            |
| 16 | A    | Andrij Vorobej         | 29 novembre 1978   | 53    | Šakhtar Doneck         |
| 17 | D    | Vladyslav Vaščuk       | 2 gennaio 1975     | 58    | Dinamo Kiev            |
| 18 | C    | Serhij Nazarenko       | 16 febbraio 1980   | 15    | Dnipro Dnipropetrovs'k |
| 19 | C    | Maksym Kalynyčenko     | 26 gennaio 1979    | 21    | Spartak Mosca          |
| 20 | A    | Oleksij Bjelik         | 15 febbraio 1981   | 15    | Šakhtar Doneck         |
| 21 | C    | Ruslan Rotan'          | 29 ottobre 1981    | 19    | Dinamo Kiev            |
| 22 | D    | Vj″ačeslav Sviders'kyj | 1º gennaio 1979    | 6     | Arsenal Kiev           |
| 23 | P    | Bohdan Šust            | 4 marzo 1986       | 2     | Šakhtar Doneck         |

## Giocatori per campionato
al 6 giugno 2006
| Paese          | Giocatori | Percentuale |
| -------------- | --------- | ----------- |
| Totale         | 736       |             |
| Inghilterra    | 100       | 13.59%      |
| Germania       | 76        | 10.33%      |
| Italia         | 60        | 8.15%       |
| Francia        | 55        | 7.47%       |
| Spagna         | 53        | 7.2%        |
| Ucraina        | 27        | 3.67%       |
| Paesi Bassi    | 25        | 3.40%       |
| Messico        | 23        | 3.125%      |
| Arabia Saudita | 23        | 3.125%      |
| Portogallo     | 20        | 2.72%       |
| Costa Rica     | 20        | 2.72%       |
| Altri          | 254       | 34.5%       |

## Giocatori per club
Aggiornato al 27 maggio 2006.
| Giocatori | Squadra                                                                          |
| --------- | -------------------------------------------------------------------------------- |
| 15        | Arsenal                                                                          |
| 14        | Chelsea                                                                          |
| 13        | Juventus, Milan                                                                  |
| 12        | Manchester Utd                                                                   |
| 11        | Barcellona, Bayern Monaco, Šachtar                                               |
| 10        | Bayer Leverkusen, Dinamo Kiev, Liverpool, Real Madrid, Olympique Lione           |
| 9         | Al-Hilal, Ajax, Valencia                                                         |
| 8         | Borussia Dortmund, Saprissa, Inter                                               |
| 7         | Al-Ittihad, Basilea, Guadalajara, LDU Quito, Werder Brema                        |
| 6         | Benfica, Tottenham, Atlético Madrid                                              |
| 5         | Alajuelense, AZ Alkmaar, Stella Rossa, Amburgo, Rennes, Roma, Stoccarda, Rangers |